# Utkání hvězd české extraligy
Utkání hvězd české extraligy, později Utkání hvězd extraligy ledního hokeje byly exhibiční zápasy ledního hokeje, hrané od roku 1996 do roku 2006 v české později i slovenské extralize. V roce 1996 neodstartovala pouze zlatá éra českého hokeje, ale také nová tradice, jež nese název Utkání Hvězd Extraligy ledního hokeje. Každoročně si nejlepší hráči působící v české nejvyšší soutěži (od roku 2003 i hráči působící v slovenské nejvyšší soutěži) dali o jednom z víkendů volno, aby sehráli divácky velmi atraktivní klání, které je proloženo, podobně jako v zámoří, soutěžemi zručnosti. 
Na sestavování týmů se aktivně podíleli všichni, kteří hokej milují. První formace volí fanoušci, druhé novináři, třetí a čtvrté pak určí samotní trenéři. 
Utkání hvězd mělo své příznivce i odpůrce: těm se nezdálo až příliš vlažné tempo exhibičního utkání i to, že hokejisté nešli naplno do dovednostních soutěží! Nicméně utkání hvězd bylo součástí hokejového kalendáře, odehrálo se desetkrát (do roku 2006). 

## Jednotlivé ročníky
| Rok  | Místo         | Východ | Výsledek              | Západ     |
| ---- | ------------- | ------ | --------------------- | --------- |
| 1996 | Frýdek-Místek | 10     | (2:1, 2:4, 6:4)       | 9         |
| 1997 | Liberec       | 6      | (3:0, 1:4, 2:5)       | 9         |
| 1998 | Vítkovice     | 10     | (1:3, 6:5, 3:1)       | 9         |
| 1999 | Plzeň         | 4      | (3:1, 0:9, 1:3)       | 13        |
| 2000 | Zlín          | 8      | (4:0, 3:4, 1:2)       | 6         |
| 2001 | Karlovy Vary  | 8 PP   | (1:2, 4:4, 2:1 - 0:1) | 7         |
| 2002 | Havířov       | 11     | (3:4, 4:4, 4:3 - 0:1) | 12 PP     |
| Rok  | Místo         | Česko  | Výsledek              | Slovensko |
| 2003 | Pardubice     | 7      | (1:1, 3:3, 3:1)       | 5         |
| 2004 | Bratislava    | 10     | (3:4, 3:5, 4:3)       | 12        |
| 2005 | Vítkovice     | 14     | (5:2, 3:2, 6:2)       | 6         |
| 2006 | Poprad        | 12 PSN | (3:2, 6:3, 2:6 - 0:0) | 11        |

## Rekordy individuálních soutěží
| Disciplína:                       | Hráč (km/h, čas, utkání):      | Klub:                 |
| Soutěž o tvrdost střelby          | Libor Zábranský (153,19 km/h)  | HC České Budějovice   |
| Soutěž o nejrychlejšího bruslaře  | Jan Hlaváč (13,62 s)           | HC Sparta Praha       |
| Soutěž brankářů – štafeta nájezdů | Tomáš Duba (6/6)               | HC JME Znojemští Orli |
| Soutěž o nejpřesnějšího střelce   | Josef Řezníček (4/4)           | HC Keramika Plzeň     |
| Nejmladší účastník                | Jiří Hudler (18 let)           | HC Vsetín             |
| Nejvíce branek v utkání hvězd     | Havířov 2002 – 23, skóre 11:12 | Havířov               |